# Kaplica Niepokalanego Poczęcia Najświętszej Maryi Panny w Modzerowie
Kaplica Niepokalanego Poczęcia Najświętszej Maryi Panny w Modzerowie – rzymskokatolicka kaplica filialna w Modzerowie, w gminie Włocławek, w województwie kujawsko-pomorskim. Należy do parafii Matki Bożej Fatimskiej we Włocławku.
Obiekt wybudowano z cegły w 1934 dla lokalnej społeczności ewangelickiej, a dokładnie ewangelicko-augsburskiej. Obecnie jest to kaplica katolicka. 1 stycznia 1997 nastąpiło tu powitanie duszpasterza dla nowo powołanej parafii Matki Bożej Fatimskiej we Włocławku. Posługę duszpasterską powierzono w świątyni Zgromadzeniu Braci Pocieszycieli z Getsemani.